# Boštjan Hladnik

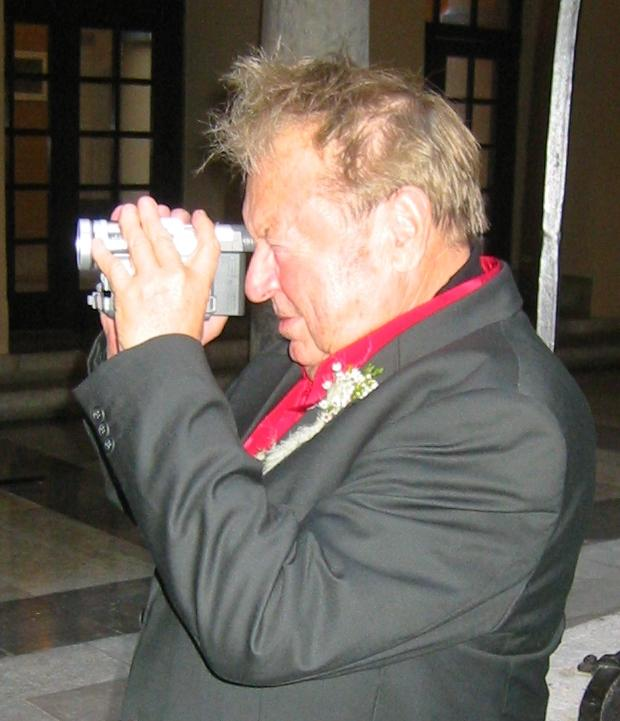
Boštjan Hladnik

Boštjan Hladnik (* 30. Januar 1929 in Kranj; † 30. Mai 2006 in Ljubljana, Slowenien) war ein an der Akademie für Theater, Radio, Film und Fernsehen ausgebildeter jugoslawischer bzw. slowenischer Filmregisseur. In den 1960er Jahren gehörte er zu den wichtigsten Vertretern des Novi Film.
Sein 1961 gedrehter Film "Tanz im Regen" (Ples v dežju) wurde im Jahre 2005 von einer slowenischen Jury zum besten slowenischen Film gewählt. In der BRD drehte er die Filme "Erotikon – Karussell der Leidenschaften" (1963, mit Ingrid van Bergen) und "Maibritt, das Mädchen von den Inseln" (1964, mit Gunnar Möller, Karl Schönböck und Hubert von Meyerinck). Sein 1971 gedrehter Film "Maskerade" (Maškarada) wurde in Jugoslawien wegen zu großer sexueller Freizügigkeit verboten und erst in den 1980er Jahren wieder zugelassen.

## Filmografie (Auswahl)
- 1963: Erotikon – Karussell der Leidenschaften
- 1964: Maibritt, das Mädchen von den Inseln